# Ethel Glenn Hier
Ethel Glenn Hier   (Madisonville, 25 de juny de 1889 - Winter Park, 14 de gener de 1971) fou una compositora, professora i pianista estatunidenca d'ascendència escocesa.

## Biografia
Ethel Glenn Hier va néixer a Madisonville, un barri de Cincinnati, Ohio. Va estudiar a la Ohio Wesleyan University i al Cincinnati Conservatory of Music, on es va graduar en piano el 1908. Va continuar la seva formació el 1911 amb classes de composició amb Edgar Kelley i el 1917 va ingressar a l'Institut d'Art Musical (anomenat més tard Juilliard School). A Nova York va estudiar composició amb Percy Goestschius i Ernest Bloch. Va fer gires per Europa, treballant amb Alban Berg, Egon Wellesz i Gian Francesco Malipiero.
Després d'acabar els seus estudis, Hier va produir com a compositora i va treballar com a professora de piano i de composició a Cincinnati i després a Nova York. L'any 1925 el Festival de Dones Compositores Estatunidenques va incloure obres seves. Mesos més tard va participar en la fundació de la Societat Estatunidenca de Compositores, amb altres compositores com ara Amy Beach, Mary Howe i la canadenca Gena Branscombe.
Va morir a Winter Park, Florida.

## Obres
Les obres seleccionades inclouen:
- Carolina suite per a orquestra
- Dreamin' town (text: Paul Laurence Dunbar)
- The bird in the rain (text: Elinor Wylie)
- The Hour and the Return, cicle de cançons (text: Sara Teasdale)
- Down in the Glen
- If You Must Go, Go Quickly